# Paguristes
Paguristes es un género de crustáceos decápodos de la familia Diogenidae.
Como en el resto de la familia, el nombre genérico común de las especies comprendidas en este género es cangrejo ermitaño, ya que, al tener el abdomen fuera de la protección del exoesqueleto, para protegerse se refugia dentro de conchas vacías de moluscos.
Suelen tener el rostro bien desarrollado. Tienen los quelípedos semejantes en forma y tamaño, con los dedos fuertemente calcificados, que abren horizontalmente y terminan en forma de cuchara, para facilitar la excavación. El cuarto par de pereiópodos no es subquelado, y tiene dáctilo terminal. Los apéndices abdominales están pareados en número variable, siendo dos pares en los machos y uno en las hembras.
Se distribuye en aguas tropicales y templadas de todos los océanos. Habita mayoritariamente en arrecifes, aunque su rango de profundidad es entre 0,1 y 1.675 m, y el rango de temperatura entre 6.29 y 28.20 (°C).

## Especies
El Registro Mundial de Especies Marinas acepta las siguientes especies:
| - Paguristes acanthomerus. Ortmann, 1892 - Paguristes aciculus. Grant, 1905 - Paguristes agulhasensis. Forest, 1954 - Paguristes albimaculatus. Komai, 2001 - Paguristes alcocki. McLaughlin & Rahayu, 2005 - Paguristes alegrias. Morgan, 1987 - Paguristes anahuacus. Glassell, 1938 - Paguristes angustithecus. McLaughlin & Provenzano, 1974 - Paguristes anomalus. Bouvier, 1918 - Paguristes antennarius. Rahayu, 2006 - Paguristes arostratus. Rahayu, 2006 - Paguristes aulacis. Rahayu & Forest, 2009 - Paguristes aztatlanensis. Glassell, 1937 - Paguristes bakeri. Holmes, 1900 - Paguristes balanophilus. Alcock, 1905 - Paguristes barbatus. (Heller, 1862) - Paguristes barnardi. Forest, 1954 - Paguristes brachyrostris. Rahayu, 2006 - Paguristes brevicornis. (Guérin, 1830) - Paguristes brevirostris. Baker, 1905 - Paguristes cadenati. Forest, 1954 - Paguristes calvus. Alcock, 1905 - Paguristes ciliatus. Heller, 1862 - Paguristes crinitimanus. McLaughlin, 2008 - Paguristes dampierensis. McLaughlin, 2008 - Paguristes depressus. Stimpson, 1859 - Paguristes digitalis. Stimpson, 1858 - Paguristes digueti. Bouvier, 1893 - Paguristes doederleini. Komai, 2001 - Paguristes eremita. (Linnaeus, 1767) - Paguristes erythrops. Holthuis, 1959 - Paguristes fagei. Forest, 1952 - Paguristes fecundus. Faxon, 1893 - Paguristes foresti. Scelzo, 1971 - Paguristes frontalis. (H. Milne Edwards, 1836) - Paguristes gamianus. (H. Milne-Edwards, 1836) - Paguristes geminatus. McLaughlin, 2008 - Paguristes gonagrus. (H. Milne Edwards, 1836) - Paguristes grayi. Benedict, 1901 - Paguristes hernancortezi. McLaughlin & Provenzano, 1974 - Paguristes holguinensis. Manjón-Cabeza, García & Martínez, 2002 - Paguristes incomitatus. Alcock, 1905 - Paguristes inconstans. McLaughlin & Provenzano, 1975 - Paguristes insularis. Forest, 1966 - Paguristes jalur. Morgan, 1992 - Paguristes jousseaumei. Bouvier, 1892 - Paguristes kimberleyensis. Morgan & Forest, 1991 - Paguristes lapillatus. McLaughlin & Provenzano, 1975 - Paguristes laticlavus. McLaughlin & Provenzano, 1975 - Paguristes lauriei. McLaughlin & Hogarth, 1998 - Paguristes lewinsohni. McLaughlin & Rahayu, 2005 - Paguristes limonensis. McLaughlin & Provenzano, 1975 - Paguristes longirostris. Dana, 1851 - Paguristes longisetosus. Morgan, 1987 - Paguristes lymani. A. Milne-Edwards & Bouvier, 1893 - Paguristes maclaughlinae. Martínez-Iglesias & Gómez, 1989 - Paguristes macrops. Rahayu & Forest, 2009 - Paguristes macrotrichus. Forest, 1954 - Paguristes markhami. Sandberg, 1996 | - Paguristes marocanus. A. Milne-Edwards & Bouvier, 1892 - Paguristes mauritanicus. Bouvier, 1906 - Paguristes meloi. Nucci & Hebling, 2004 - Paguristes microphthalmus. Forest, 1952 - Paguristes microps. Rahayu & Forest, 2009 - Paguristes miyakei. Forest & McLaughlin, 1998 - Paguristes moorei. Benedict, 1901 - Paguristes mundus. Alcock, 1905 - Paguristes ocellus. Komai, 2010 - Paguristes oculivolaceus. Glassell, 1937 - Paguristes ortmanni. Miyake, 1978 - Paguristes oxyacanthus. Forest, 1952 - Paguristes oxyophthalmus. Holthuis, 1959 - Paguristes palythophilus. Ortmann, 1892 - Paguristes paraguanensis. McLaughlin & Provenzano, 1975 - Paguristes parvus. Holmes, 1900 - Paguristes pauciparus. Forest & de Saint Laurent, 1968 - Paguristes perplexus. McLaughlin & Provenzano, 1974 - Paguristes perrieri. Bouvier, 1895 - Paguristes petalodactylus. Rahayu, 2007 - Paguristes planatus. A. Milne-Edwards & Bouvier, 1893 - Paguristes praedator. Glassell, 1937 - Paguristes pugil. McCulloch, 1913 - Paguristes puncticeps. Benedict, 1901 - Paguristes puniceus. Henderson, 1896 - Paguristes purpureantennatus. Morgan, 1987 - Paguristes pusillus. Henderson, 1896 - Paguristes robustus. Forest & de Saint Laurent, 1968 - Paguristes rostralis. Forest & de Saint Laurent, 1968 - Paguristes rubropictus. A. Milne-Edwards & Bouvier, 1892 - Paguristes runyanae. Haig & Ball, 1988 - Paguristes sanguinimanus. Glassell, 1938 - Paguristes sayi. A. Milne-Edwards & Bouvier, 1893 - Paguristes seminudus. Stimpson, 1858 - Paguristes sericeus. A. Milne-Edwards, 1880 - Paguristes simplex. Rahayu & McLaughlin, 2006 - Paguristes sinensis. Tung & Wang, 1966 - Paguristes skoogi. Odhner, 1923 - Paguristes spectabilis. McLaughlin & Provenzano, 1975 - Paguristes spinipes. A. Milne-Edwards, 1880 - Paguristes squamosus. McCulloch, 1913 - Paguristes starki. Provenzano, 1965 - Paguristes streaensis. Pastore, 1984 - Paguristes subpilosus. Henderson, 1888 - Paguristes sulcatus. Baker, 1905 - Paguristes syrtensis. de Saint Laurent, 1971 - Paguristes tomentosus. (H. Milne Edwards, 1848) - Paguristes tortugae. Schmitt, 1933 - Paguristes tosaensis. Komai, 2010 - Paguristes triangulatus. A. Milne-Edwards & Bouvier, 1893 - Paguristes triangulopsis. Forest & de Saint Laurent, 1968 - Paguristes triton. McLaughlin, 2008 - Paguristes turgidus. (Stimpson, 1857) - Paguristes ulreyi. Schmitt, 1921 - Paguristes versus. Komai, 2001 - Paguristes wassi. Provenzano, 1961 - Paguristes werdingi. Campos & Sanchez, 1995 - Paguristes zebra. Campos & Sanchez, 1995 - Paguristes zhejiangensis. Wang & Tung, 1982 |

## Galería

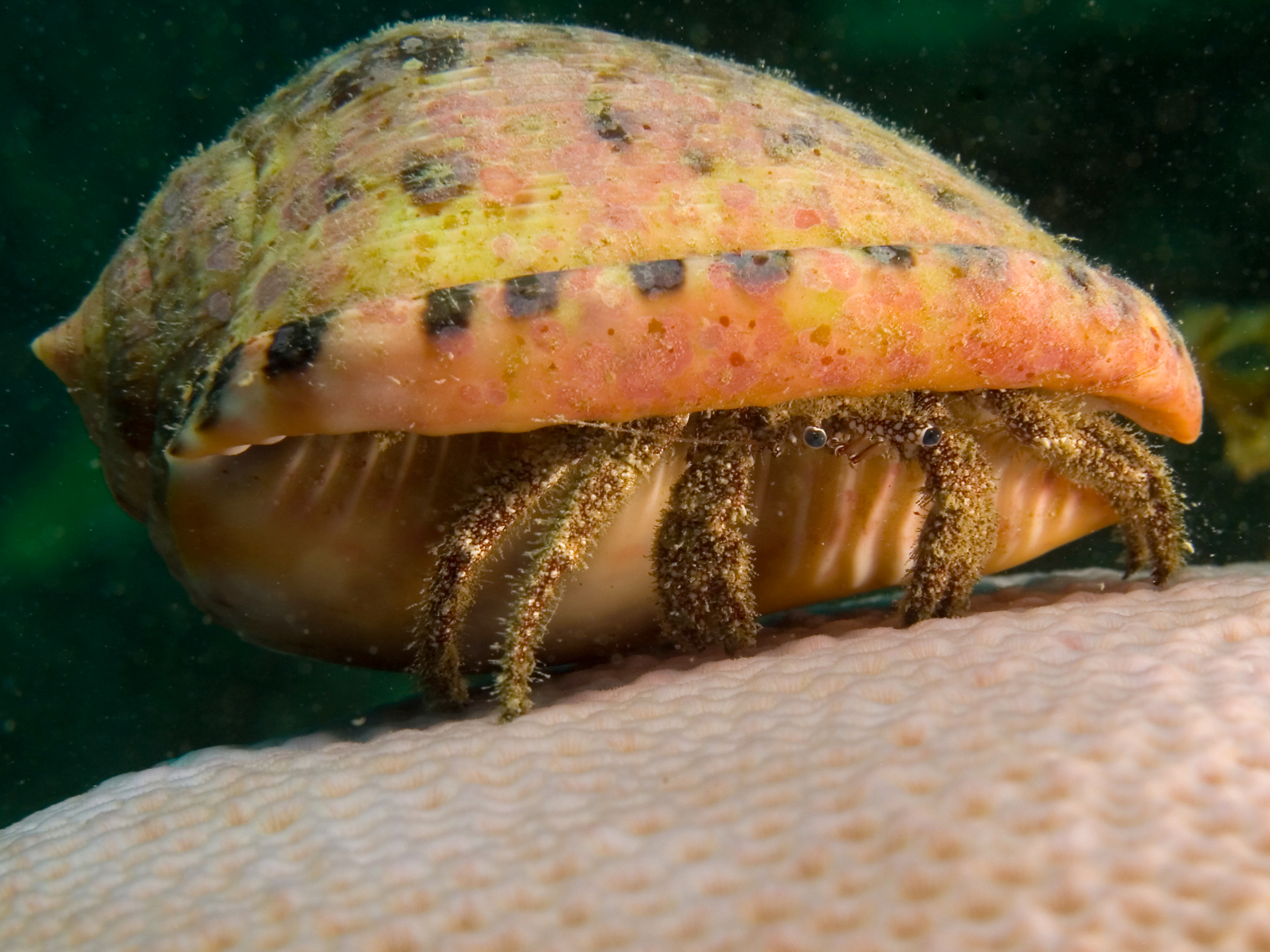
Paguristes punticeps
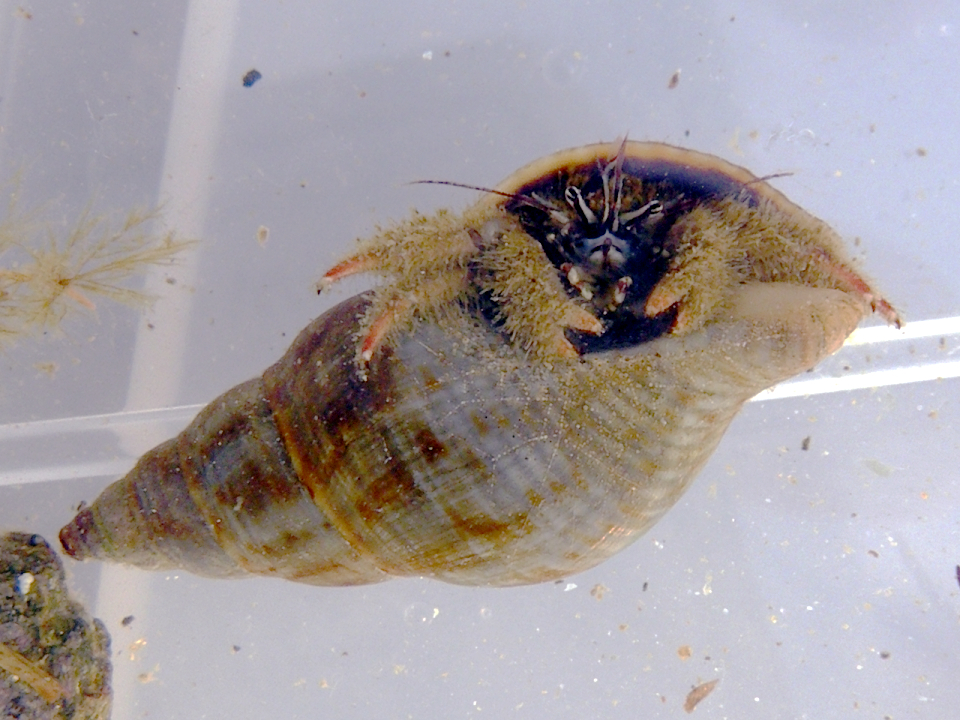
Paguristes ortmanni
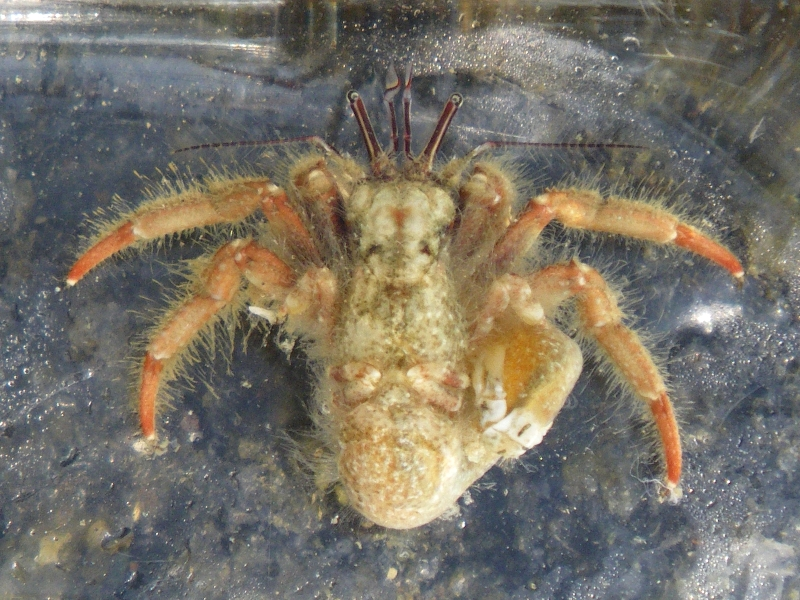
Paguristes ortmanni
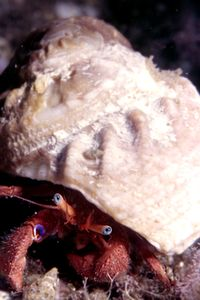
Paguristes eremita
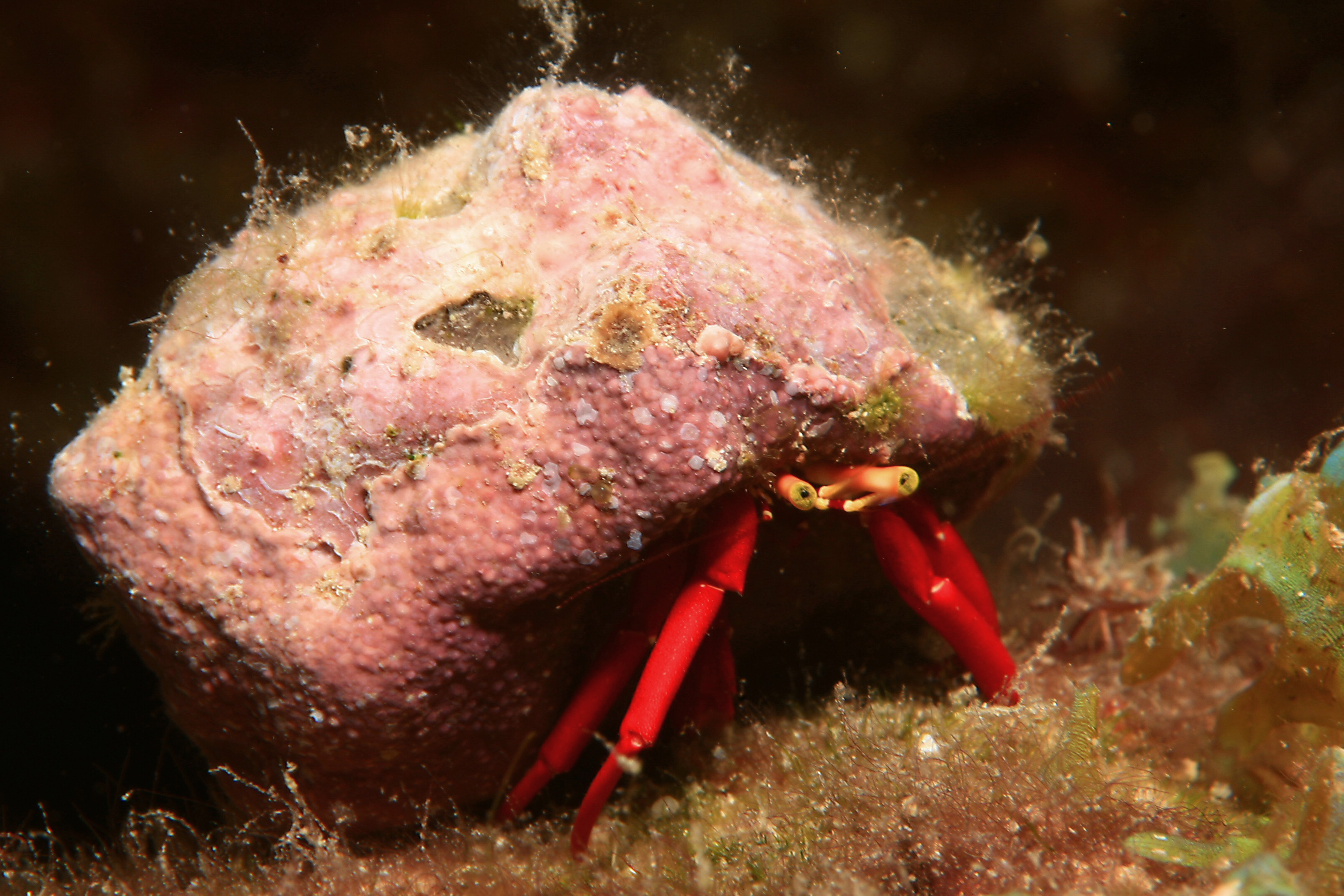
Paguristes cadenati
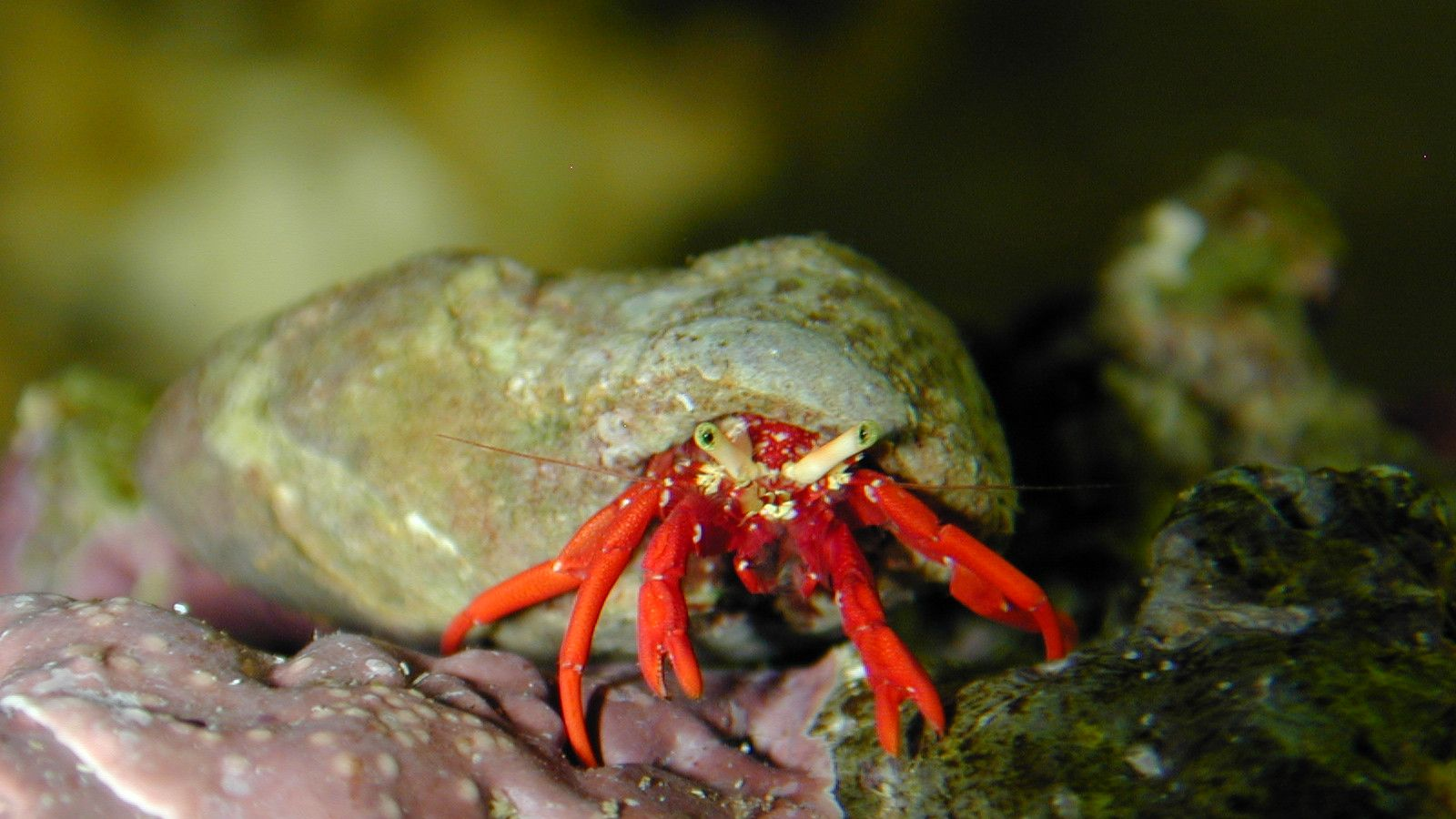
Paguristes cadenati